# Градишко
Градишко (словен. Gradiško) — поселення в общині Блоке, Регіон Нотрансько-крашка, Словенія. Висота над рівнем моря: 812,7 м.